# Coleophora minoica
Coleophora minoica is een vlinder uit de familie kokermotten (Coleophoridae). De wetenschappelijke naam is voor het eerst geldig gepubliceerd in 1983 door Baldizzone.
De soort komt voor in Europa.